# Mistra
Mistra (gr. Μυστράς, Mistras) – miejscowość w Grecji, w administracji zdecentralizowanej Peloponez, Grecja Zachodnia i Wyspy Jońskie, w regionie Peloponez, w jednostce regionalnej Lakonia. Historyczna siedziba gminy Sparta. W 2011 roku liczyła 448 mieszkańców.
Mistra to niezamieszkane już ufortyfikowane miasto średniowieczne, położone na zboczach gór Tajget na Peloponezie, w pobliżu współczesnej Sparty, aktualnie o statusie muzeum. W roku 1989 zespół architektoniczny obejmujący fortecę, pałac, kościoły i klasztory został wpisany na listę światowego dziedzictwa UNESCO. Stanowi najlepiej na świecie zachowany przykład miasta bizantyńskiego, jakkolwiek o powierzchni 61-krotnie mniejszej od dawnego Konstantynopola. Poza obrębem fortyfikacji istnieje miejscowość współczesna, tejże nazwy, z zapleczem gospodarczym i turystycznym.

## Historia
Miasto zostało założone przez Normanów w 1205 roku, gdy w rezultacie czwartej krucjaty zajęty został Konstantynopol. W 1249 roku książę Achai Wilhelm II Villehardouin wybudował w Mistrze zamek, który miał strzec tej części jego posiadłości na Peloponezie. W roku 1261 miasto wraz z innymi fortami południowo-wschodniego Peloponezu zwrócone zostało Bizancjum jako część okupu za Wilhelma II, pojmanego dwa lata wcześniej, w trakcie bitwy pod Pelagonią.
Mistra przyciągać zaczęła zamożną ludność grecką, porzucającą tereny okupowane przez Normanów. Rozpoczął się szybki rozwój. Michał VIII Paleolog ustanowił tu stolicę nowego Despotatu Morei. Terytorium początkowo objęło południowo-wschodni Peloponez, pokrywając się z dawnymi terytoriami Sparty, następnie stopniowo rosnąc. Mistra, jako stolica despotatu, zarządzana była przez rodzinę cesarza. Funkcję despoty pełnili zwykle synowie lub bracia cesarza, często przewidziani na następców tronu. Za despoty Teodora I Paleologa Mistra stała się drugim, po Konstantynopolu, pod względem ważności miastem cesarstwa, powstał pałac, stanowiący drugą w państwie rezydencję cesarzy. Przez wiek XIV i pierwsze dekady XV stulecia Mistra przekształciła się w kulturalne i intelektualne centrum świata bizantyjskiego. Wspierała odrodzenie sztuki, przyciągała znakomitych uczonych i teologów. Wśród nich humanista i neoplatoński filozof Gemistos Plethon, który mieszkał w mieście do czasu śmierci w 1452 roku. Dokonał on reinterpretacji myśli platońskiej. Jego rewolucyjne koncepcje zakładały, iż ziemia powinna być rozdzielona pomiędzy pracujących, zaś rozum powinien stać na równi z religią. Zwolennicy filozofa, nauczający po upadku Mistry we Włoszech, wywarli znaczny wpływ na rozwój włoskiego renesansu w Rzymie i Florencji. W Mistrze rozkwit przeżywała również architektura bizantyjska. W mieście powstały liczne nowe obiekty sakralne, wieńczone kopułami i zdobione freskami.
W roku 1460, tj. w 7 lat po upadku Konstantynopola, despota Demetriusz II Paleolog poddał Mistrę sułtanowi Mehmedowi II Zdobywcy. Wielu mieszkańców emigrowało, administrację Morei przeniesiono do Tripolitsy, a oddalone od morza miasto utraciło dla sułtanów znaczenie strategiczne. Po korzystniejszym okresie okupacji weneckiej 1687–1715, powrót pod władzę osmańską przyniósł kolejny zastój i stałe ubożenie. W latach 1770 i 1825 wybuchały rozległe pożary.
Największe szkody w substancji budowlanej powstały związane są jednak z okresem po odzyskaniu przez Grecję niepodległości. Z rozkazu i z pomocą króla Ottona, miasto przeniesiono wtedy na odległą o 7 km lokalizację równinną, jako nową Spartę. Częściowej rozbiórce i w jej efekcie szybko postępującej ruinie, uległa wtedy większość budynków. We wrześniu 1944 ruiny Mistry były miejscem likwidacji, w zaciekłej walce, jednego z niemieckich Batalionów Bezpieczeństwa, ściganego przez ELAS i milicje powstańcze. Ostatni mieszkańcy opuścili średniowieczną część Mistry w I połowie XX wieku. Prace zabezpieczające, następnie także niektóre rekonstrukcje, podjęto w II połowie XX wieku.

## Zabytki

### Mitrópolis

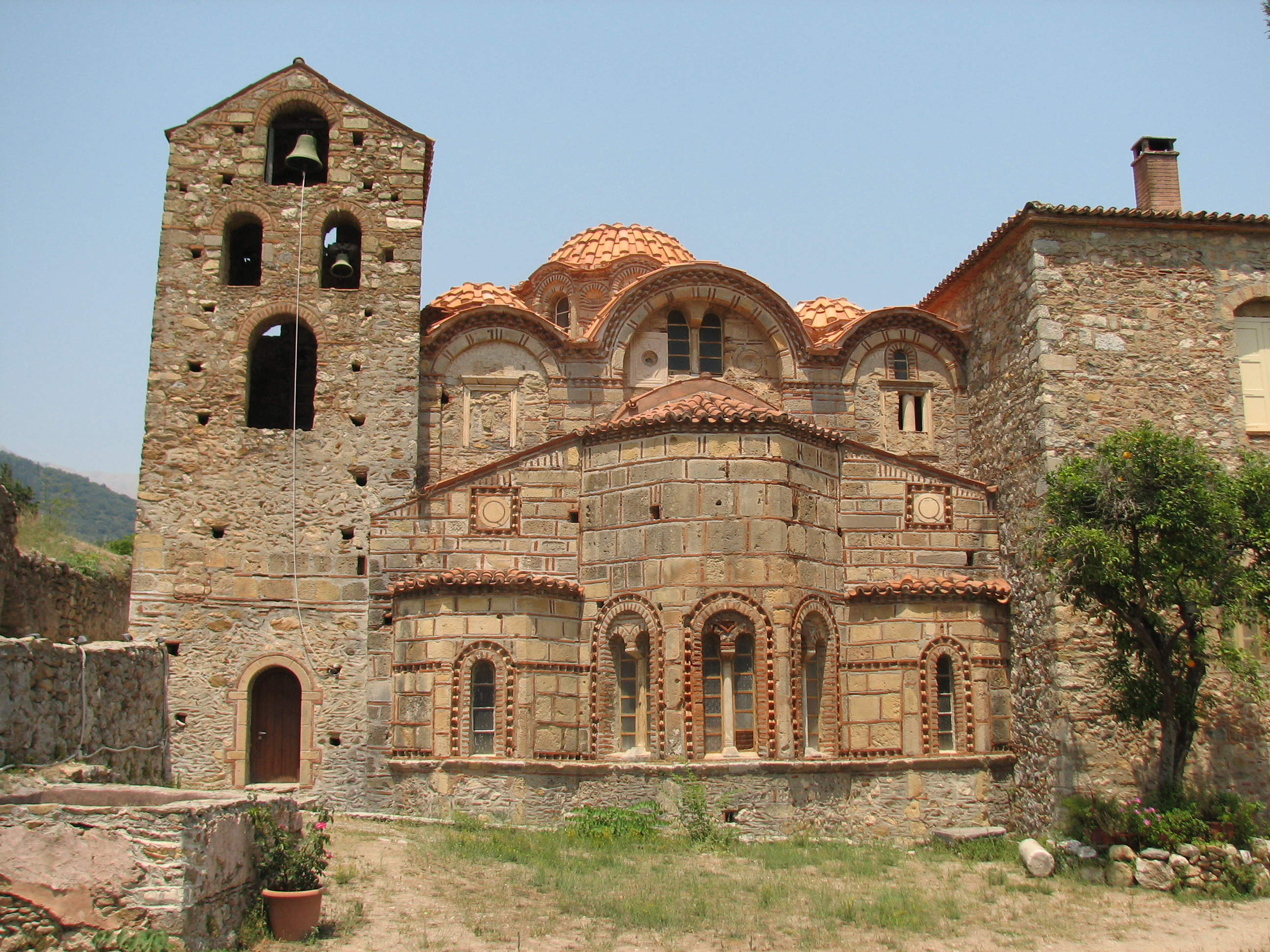
Mitrópolis

Katedra Mitrópolis jest najstarszą świątynią w Mistrze. Została wzniesiona w pobliżu dolnej bramy wejściowej w latach 1270–1292, za panowania Michała VIII Paleologa. Początkowo była to budowla z nawą główną nakrytą sklepieniem kolebkowym i dwiema nawami bocznymi. Kopułę wzniesiono na początku XV wieku. Na marmurowej płycie wmurowanej w posadzkę widnieje dwugłowy orzeł, symbol Bizancjum, upamiętniający koronację Konstantyna XI Paleologa, ostatniego cesarza bizantyjskiego, która miała miejsce w katedrze w 1448 roku. Najstarsze freski w północno-wschodniej nawie przedstawiają męczeństwo i złożenie do grobu świętego Dymitra, patrona kościoła. Po przeciwnej stronie umieszczono późniejsze malowidła przedstawiające cuda Chrystusa m.in. uzdrowienie trędowatego i cud w Kanie oraz życie Matki Boskiej. Powstały one w latach świetności Mistry, poprzedzających upadek miasta. W narteksie znajdują się malowidła przedstawiające Przygotowanie Tronu Sądu Ostatecznego. Ten sam temat został powtórzony w zakrystii.

### Klasztor Pandánassa
Żeński klasztor Pandánassa (Królowej Świata) jest obecnie jedynym zamieszkanym obiektem na terenie Mistry. Kościół klasztorny z 1428 roku zachowuje doskonałe proporcje pomiędzy elementami gotyckimi i bizantyjskimi. Był ostatnią świątynią wzniesioną w mieście. Wśród fresków pochodzących z różnych okresów wyróżniają się malowidła z XV wieku, a zwłaszcza eksponowany w galerii cykl przedstawiający sceny z życia Chrystusa m.in. Wskrzeszenie Łazarza na północno-wschodnim sklepieniu. Większość fresków powstała w latach 1687–1715, gdy miasto znajdowało się pod panowaniem weneckim. W nawie południowo-wschodniej przedstawiono Wjazd do Jerozolimy, zaś naprzeciwko – Zstąpienie do otchłani.

### Klasztor Perivléptos

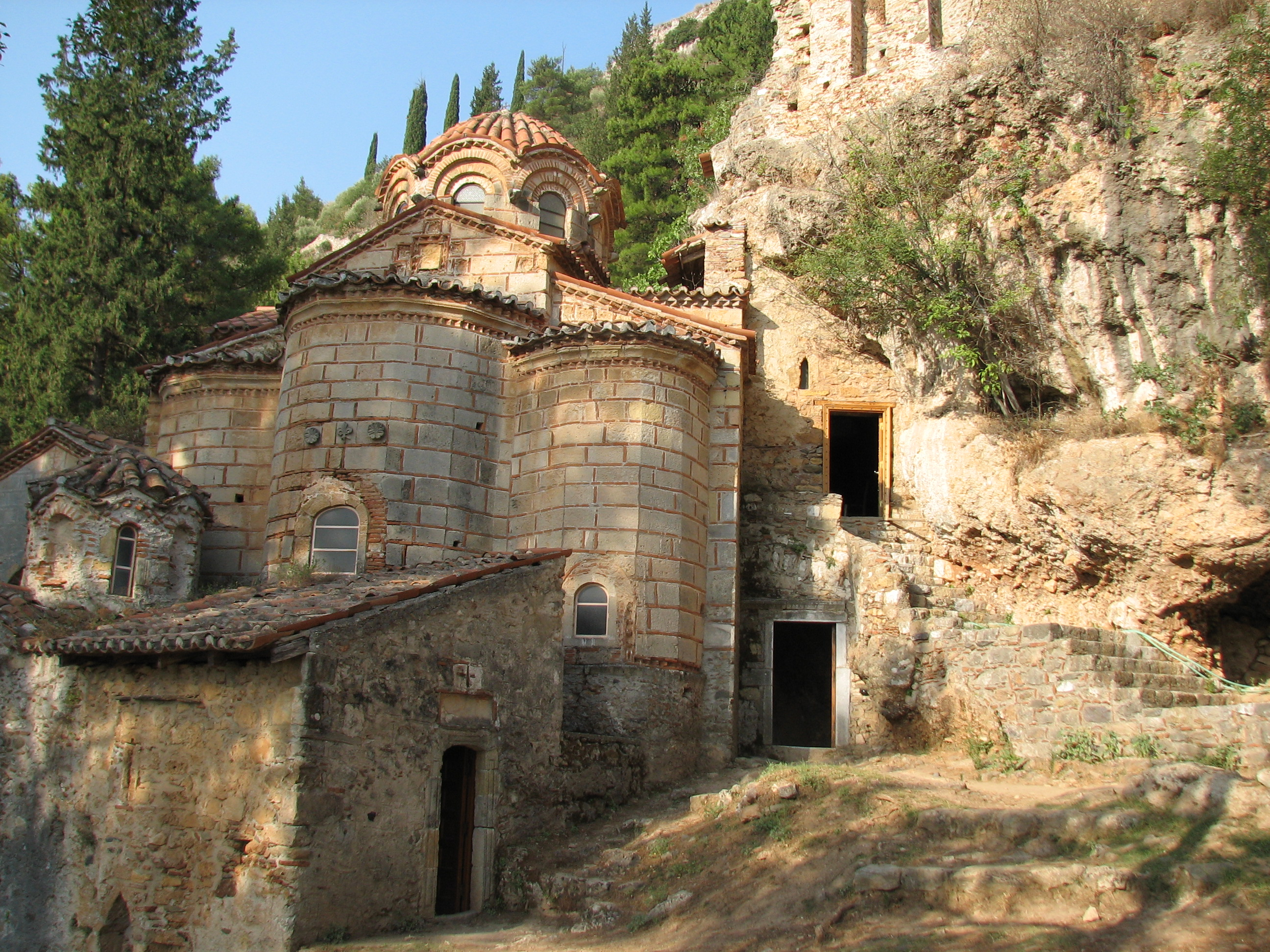
Klasztor Perivléptos

Klasztor został założony w 1310 roku. Jednokopułowy, częściowo wykuty w skale kościół zdobi najlepiej zachowany cykl fresków w Mistrze. Malowidła pochodzą w większości z XIV wieku. We wnętrze kopuły znajduje się przedstawienie Chrystusa Pantokratora w otoczeniu Marii i proroków, których postacie różnią się wielkością w zależności od ich rangi. W apsydzie znajduje się wizerunek Matki Boskiej. Górną część murów obiega cykl fresków ilustrujących sceny z życia Chrystusa m.in. Narodzenie Chrystusa, Chrzest, Przemienienie i Wjazd do Jerozolimy. Wizerunki proroków i świętych przedstawione zostały niżej, w takiej odległości od ołtarza, jaką dyktuje znaczenie danej postaci. Nad wejście znajdują się malowidła przedstawiające Niewiernego Tomasza i Zesłanie Ducha Świętego.

### Klasztor Vrondochión

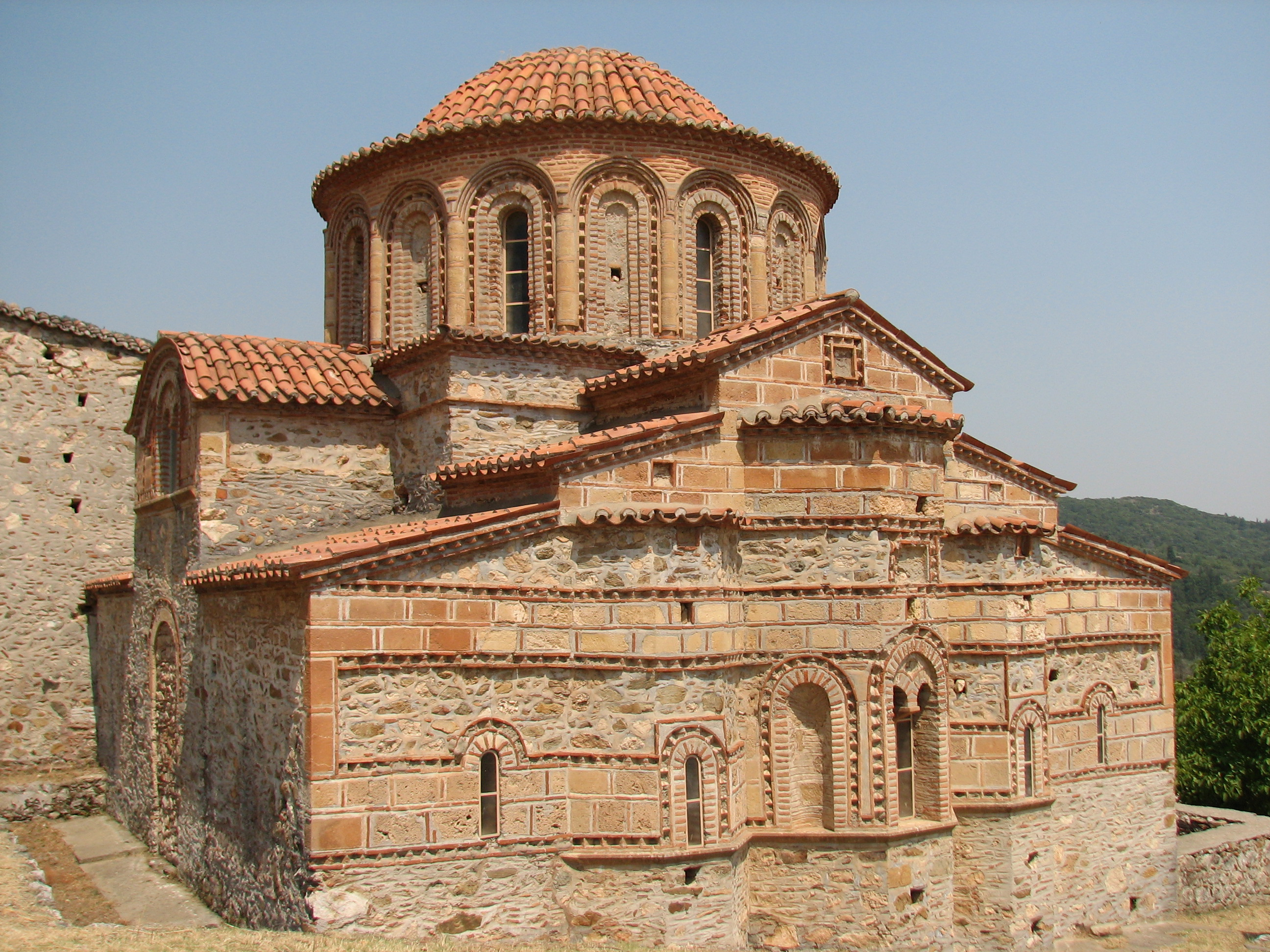
Klasztor Vrondochión

Klasztor stanowił centrum życia kulturalnego i intelektualnego XV-wiecznej Mistry. W jego murach nauczał neoplatoński filozof Gemistos Plethon. Do dziś zachowały się pozostałości po dawnych celach mnichów. Na terenie klasztornym stały niegdyś dwa kościoły. Starszy z nich, Agií Theódorii, powstał w 1295 roku. Jego kopuła wsparta na ośmiu łukach jest największa w całym mieście. W nowszym, pochodzącym w 1310 roku kościele Afendikó znajdują się dobrze zachowane freski z okresu jego budowy. Na sklepieniu południowym przedstawiono Chrzest Chrystusa, zaś nad ołtarzem – Wniebowstąpienie. Najlepiej zachowane freski znajdują się w północnej części narteksu. Sklepienie wieńczy sześć kopuł.

### Kościół Agía Sofía

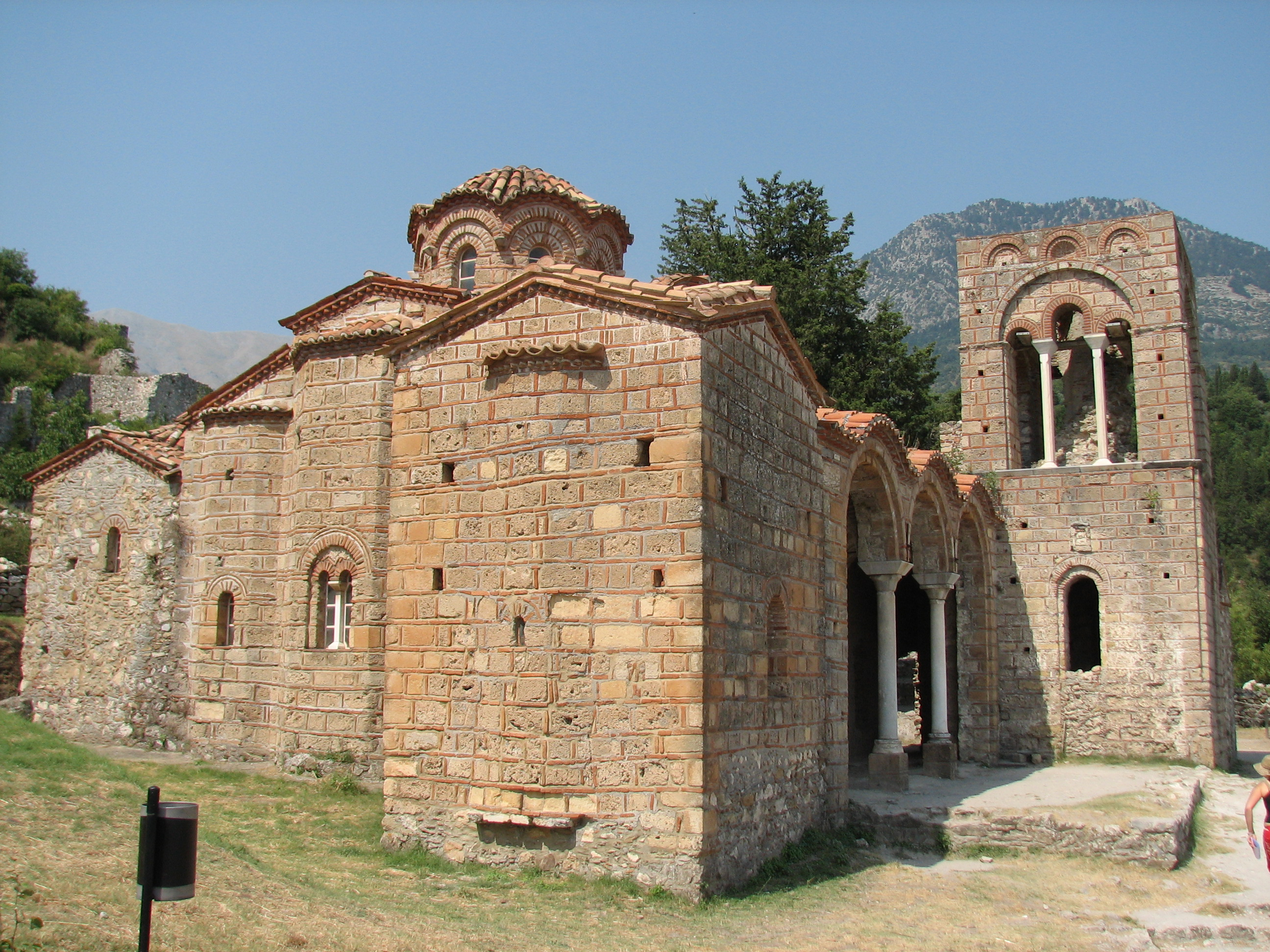
Kościół Agía Sofía

Kościół Agía Sofía został wzniesiony w 1350 roku. Służył jako kaplica Pałacu Despotów. We wnętrzu świątyni zachowała się posadzka wykonana z wielobarwnego marmuru. Bardzo dobrze zachowały się również freski – Chrystus Pantokrator i Narodziny Matki Boskiej, które zostały niegdyś przykryte przez Turków warstwą białego tynku. W czasach okupacji tureckiej w kościele zorganizowano bowiem meczet. Do dzisiejszych czasów przetrwały również fragmenty refektarza oraz cel mnichów z przyległego klasztoru.

### Pałac Despotów
Pałac jest konstrukcją dwuskrzydłową. Budowę skrzydła północno-wschodniego rozpoczęli Frankowie. Skrzydło północno-zachodnie, wzniesione po 1348 roku, jest rzadkim przykładem bizantyjskiej architektury świeckiej. Znajduje się w nim sala tronowa władców w dynastii Kantakuzenów i Paleologów. Dziedziniec zamkowy w czasach despotów był ośrodkiem życia publicznego, zaś w czasie panowania tureckiego pełnił funkcję bazaru.

### Zamek
Zamek wznosi się na szczycie wzgórza ponad Górnym Miastem. Został wybudowany w 1249 roku na polecenie Wilhelma II Villehardouin. Mimo dużych zmian dokonanych za czasów bizantyjskich i tureckich, zachował styl frankijski. Dwa dziedzińce otoczone są podwójną ścianą kurtynową.